# バニップ

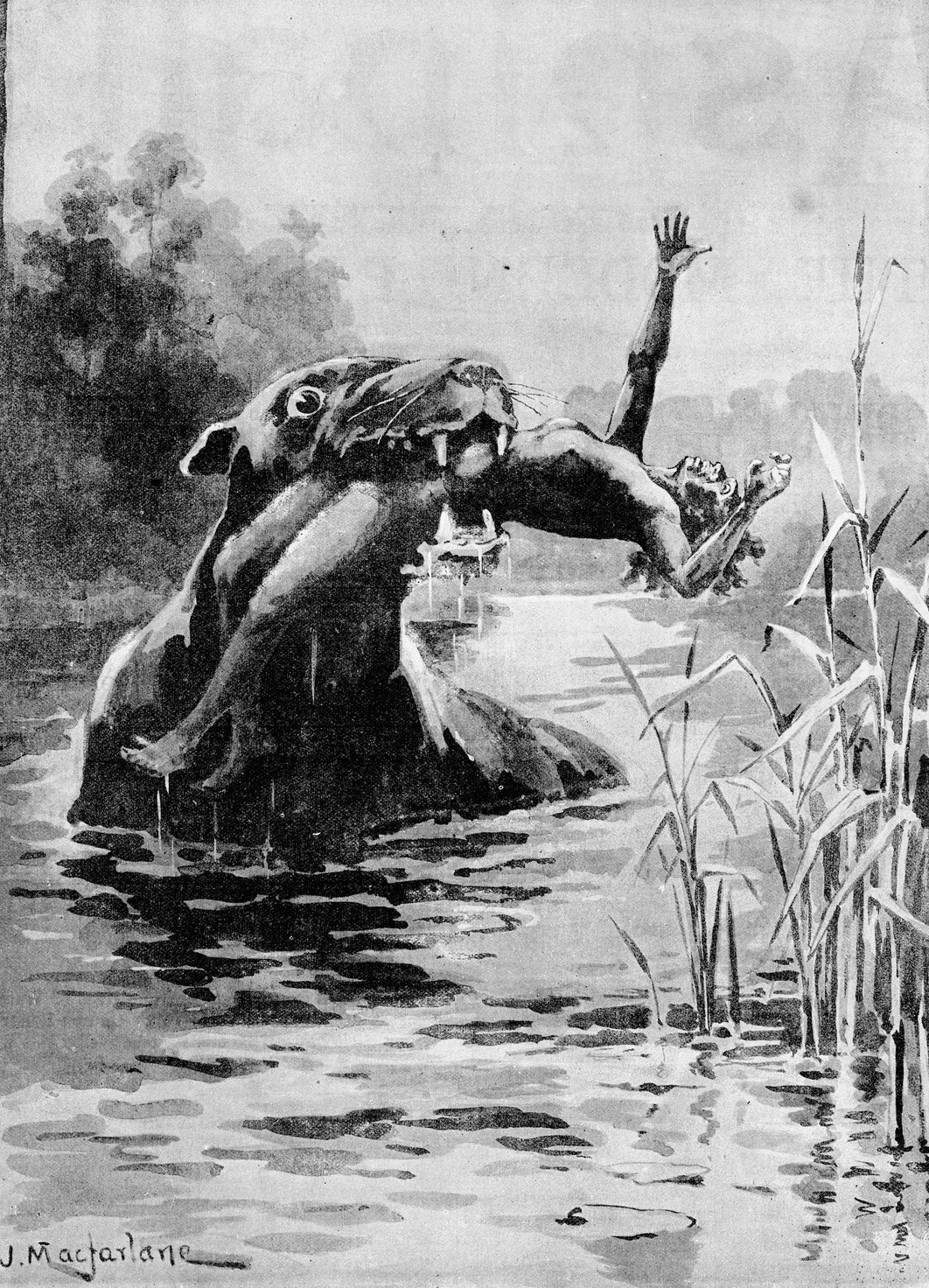
バニップ

バニップ（Bunyip）は、オーストラリアの川や湖に棲んでいるとされる伝説上の怪物。日本では「バンニップ」の表記・発音でも知られている。

## 概要
バニップは、主にニューサウスウェールズ州やクイーンズランド州の湖沼に生息するとされる、怪物である。呼称は本来ある特定の地方で言われていた語であったが、この語で言われる事例が新聞に乗り流通することによって、全豪の水怪を指す共通語として使われるようになった。
また、新聞に載った記事は、「横幅が25cmの膝の関節が見つかった」というもので、「比較的新しく、現地人は「バニップ」と言っている」、という文面から、それは実在する生物として捉えられ、正体が何者かの推測がなされ、ヒョウアザラシなどの海獣類、ディプロトドン、外来種である牛、ラクダ、プレシオサウルス、サンカノゴイが候補に挙がったが、本物の捕獲がなされないため、いずれも信憑性に欠け、19世紀の後半になり、バニップは「詐欺師、ペテン師　ほら吹き」を指す語として使われるようになり、正体が実は違ったものを指す用法として固定し、民衆の興味を失いながらも「バニップ捜索」の方は続けられ、一応1883年、メルボルンの北西約100kmにあるゴン・ゴンで体長1、2メートル、4本足で水かきを持ち、いくぶんブタに似た顔立ちのバニップの元祖が発見され、射殺の後、その大部分が羽毛に、下部は鱗で被われた毛皮が慎重に保存されたという報道が「the australian」紙に、また同年『ガンガダイ・タイムズ』でブラングル・クリークの岸辺に、体長1.7メートル、短く硬い毛で被われた、アシカかブタに似るものの後部の出っ張りが内側に向かった、イセエビの尾のようなものが漂着し、解体されて骨と皮がシドニーの博物館に鑑定のため送られた、という記事が掲載され、大切に保管されたそれらの標本が紛失するような事態となり、オーストラリアの白人における知的共有財産となると同時に「架空の存在」となった。
越智道雄が、それの正体について「アザラシか川に脚を取られたウシ」ではないかとした上で、可能な限りの先住民の描写をまとめたところによれば、これは善なる霊ビアミ(Baiame)と対立する悪霊で、高さ約13フィート、頭は鳥、胴体がワニ、有毛で、目は異様な光を放ち、人間の女性を好んで襲い、凄まじい吼え声を上げる。そして陸上では二足歩行し、卵はエミューのそれの2倍ほどの大きさであるという。
『世界を変えた100の化石』によれば、1830年、ウェリントン洞窟で謎の骨が大量に発見され、当初「バンニップの実在」を証明するものとして騒がれた後、リチャード・オーウェンによってディプロトドンと命名された。同書ではその怪物について「犬の頭」を持ち、手は鰭で、全身を羽毛に覆われている、と言う描写を紹介している。

## 呼称
「バニップ」という呼称は全豪の先住民による「湖沼に生息する怪物を指す共通の表現」ではなく、ある特定の先住民のものによると思われ、藤川はバニヤップの語源説としてビクトリア州北西部ウィメラ地方のワーガイア族が用いる「Bunib（黒鳥のように長い首を持つ）」説を紹介し、かつそこの近隣の土地に「バニープ・バニープ(Buneep buneep)」という名前の土地がある旨を指摘している。
藤川によれば呼称が最初に登場したのは『ジロング・アドヴァタイザー』という新聞紙上（1845年6月28日付）であり、その記事が流通し共通語化する過程で、オーストラリア南東部の特殊な方言に過ぎなかったこの名称が、他地方の先住民は「水怪を表す英語」として、入植した白人は「怪物を指す先住民の共通語」として受け取られた可能性がある。
日本ではこれの呼称について、南方熊楠は「ブンイップ」と書き、南山宏監修『謎の未確認生物UMAミステリー』では「バンイップ」、實吉達郎著『不思議ビックリ世界の怪動物99の謎』では「バニープ、バンイップ、ブニィープ」、藤川隆男は「バニヤップ」と表記している。
1846年、パイカ牧場の近くで発見された「バニヤップの頭蓋骨」が新聞に載った際は、それについて「牧場の先住民ガイドはカインプラティ(Kinepratie)と呼んでいる」と書かれ、またその怪物についてウィリアム・ホヴェルが掲載した投書では、カインプラティはワタ・ワタ族の呼称であると紹介するほか、マランビジー川の黒人たちがいう、「カテンパイ(Katenpai)」エドワード川のヤバラ・ヤバラ族が呼ぶ「チュナットバー」ブルラ・ブルラ族の「ドンガス」が同様の「エミューのような形」「牛ほどの大きさ」で頭部から肩部にかけてふさふさとした鬣が生え4本足で水かきのある3本指を持ち馬のごとき尾がある、という体を持つ怪物であるとしている。

## 伝承
草野巧によれば、巨大な蛇のような体形をしているが頭は鳥で、固い嘴を持つとされる。しかし、バニップは人を襲い食らう怪物で、目撃者はみな食い殺されるため、その姿を確実に知っている者はいないという。乾季の間は土に掘った穴の中に隠れ、雨季になると活動を始めるとされる。その鳴き声は「ブー」と唸るような響きがあり、雨期の間はあちこちでバニップの鳴き声が聞かれるという。
また、池田まき子によれば、バニップは「胴がワニに似る」「カバのようだ」「全身を毛で覆われ、目がぎょろぎょろしている」などと言われるが造形に関して具体的な描写はなく、ただ「大きな声で鳴く」点は同じであるという。
1911年、南方熊楠は河童に関する柳田國男宛の書簡の中で、オーストラリアの水怪「bun-yip」について、『ノーツ・エンド・キーリス』（該当箇所の原文）から引いて紹介している。それによれば、その怪物は背が「子牛ほど」かそれより大きく、「ただ1（1つの）頭、耳あり」「黒灰色の羽がある」他は判別ができない、先住民は「死、疾病などの不幸を」興すとしておそれる、とされ、一部の「ブンイップ」はジュゴンの可能性があると言い、南方自身によるこの怪物の正体の可能性として、淡水の川を遡上しうるサメの生態を上げている。さらに、鳴き声を聞くとリューマチになると言われるMulgewanke、人を抱き殺すというToor－roo－dunなどの同様の水怪を紹介している。
なお、南方は「ブンイップ」に関する資料を開陳したのち河童の正体について内陸部へ行ったアザラシやカワウソの見間違い、「特牛（コッテイ）鳥」と呼ばれるヨシゴイの鳴き声や足跡がモデルになった可能性」を示唆しているが、藤川は1856年、ニューサウスウェールズとの境界の町ウォドンガ近辺で、捕獲されたバニヤップの正体がBullbirdと呼ばれる「サンカノゴイ」であったという記事を紹介し、「九州でのムナグロの声を河童の鳴き声とする」習俗に言及している。
ジーン・A・エリスによれば、バニップはアボリジニの間でおそれられた怪物で、形は「アザラシのような形から恐竜のようなものまで」様々に伝えられて来た。また、18世紀頃から入植した白人の間でも、それの存在はしばらく信じられたという。
『アンドルー・ラング世界童話集』の『ちゃいろの童話集』所収の話では、「牛やアザラシに似るがそのどちらとも違い、これらを合わせた」バニップの親子が登場する。

## 日本での情報
『驚異の未知動物コレクション』では、ニューサウスウェールズからクィーンズランドにかけての湖や川に住み、全身が黒い毛におおわれ、獰猛であるほか、「3歳の子牛ほど」の大きさであると説明される。
1994年に日本のTBSで放映された『ミステリーパニック! 超常怪奇物を見た!!』（後に書籍化され出版）の中で、オーストラリアの怪物バンニップの骨がシドニー大学の博物館にあるということで、日本からリポーターが訪問して現物を確認し、テレビの映像が流れた。その動物の頭骨は、眼窩が額の中央に一つしかなく、上顎は萎縮し下顎は大きく突出していて歯もあった。同時に、その頭骨のものとされる、やはり一つ目の毛皮も公開されている。以上のように、この骨や毛皮は伝えられるバンニップの姿
とは全く異なっており、番組でも、これは「奇形の馬の子供の骨の可能性がある」という意味の説明が行なわれた　。

## フィクション作品での言及事例
日本の特撮番組『ウルトラマンネクサス』では、日本国内で噂されるUMA（未確認動物）、都市伝説の「怪物バンニップ」として存在が語られている。